# إيغهارت غاتدولت

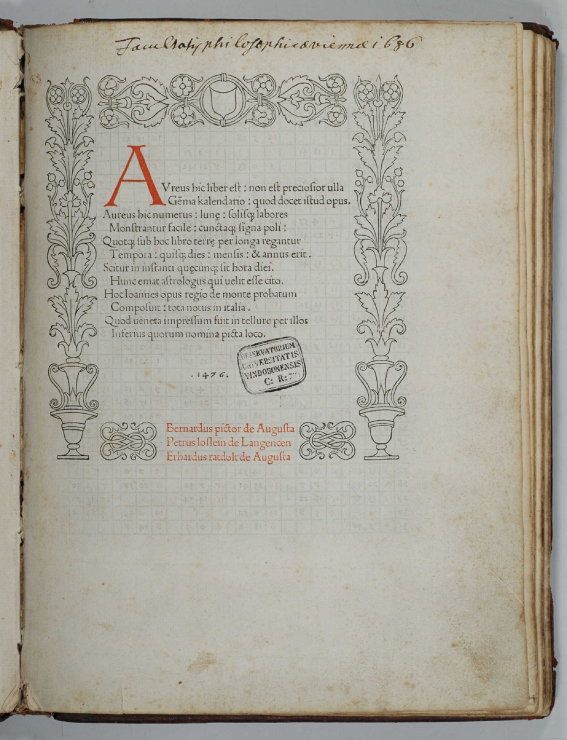
صور لي صفحة من كياب

إيغهارت غاتدولت (بالألمانية: Erhard Ratdolt) هو طابع ألماني للكتب. على سبيل المثال، هو أول من طبع كتاب الأصول لإقليدس.